# Чонси (Џорџија)
Чонси (Џорџија) (енгл. Chauncey) град је у америчкој савезној држави Џорџија. По попису становништва из 2010. у њему је живело 342 становника.

## Демографија
Према попису становништва из 2010. у граду је живело 342 становника, што је 47 (15,9%) становника више него 2000. године.
| Група             | 2000.       | 2010.       |
| Белци             | 173 (58,6%) | 211 (61,7%) |
| Афроамериканци    | 116 (39,3%) | 116 (33,9%) |
| Азијати           | 0 (0,0%)    | 0 (0,0%)    |
| Хиспаноамериканци | 1 (0,3%)    | 12 (3,5%)   |
| Укупно            | 295         | 342         |